# Centocinquanta la gallina canta
Centocinquanta la gallina canta è un'opera teatrale scritta nel 1924 da Achille Campanile. L'opera, in un atto unico, riprende nel titolo una assai nota filastrocca per bambini. Si tratta di uno dei lavori più famosi ed eseguiti del suo autore.

## Trama
La scena si svolge nella casa di Tito e sua moglie Cecilia, una coppia benestante ma con un rapporto alquanto conflittuale. Sul punto di uscire per recarsi a una festa in casa di una nobile famiglia del vicinato, la moglie sente il marito canticchiare "cinquecento, la gallina canta..." e ciò è sufficiente a scatenare l'ennesimo litigio: lei sostiene che si debba dire centosessanta, non foss'altro che per mantenere la rima. Ma il marito, infischiandosene della rima ("Grazie al cielo, non sono un poeta. E se anche lo fossi farei versi sciolti per non darti soddisfazione"), non intende cedere minimamente. Sentito invano un terzo parere (il maggiordomo, che propende per centosettanta), la faccenda finisce addirittura nelle mani dei rispettivi avvocati, ma anche fra di loro ogni tentativo di mediazione risulta impossibile. Nella discussione, sempre più accesa e caotica, vengono coinvolti anche la cameriera (centoquaranta), il cuoco francese (cent quatre-vingt-dix, centonovanta) e perfino gli stessi vicini di casa, il conte e la contessa: lui propende per centottanta, mentre lei, anche per via di un curioso accento che le fa pronunciare la e al posto della a, sostiene convinta che "è tanto chiero, centotrenta", sempre per questioni di rima.
Per dirimere la contesa sarà necessario l'intervento dell'ospite d'onore della festa, il celeberrimo tenore Palewski ("Né più né meno che il più grande tenore vivente... Conosce e canta tutte le opere, tutte le romanze e tutte le canzoni") il quale, non senza aver tenuto a lungo tutti i presenti sulle spine, finalmente risolverà il dilemma cantando a squarciagola quello che il pubblico attendeva da tempo (centocinquanta, la gallina canta...), salutato da un applauso liberatorio da parte di tutti i contendenti.